# Janry
Jean-Richard Geurts, född 2 oktober 1957 i Jadotville i Belgiska Kongo, är en belgisk serietecknare. Han är mest känd under artistnamnet Janry.
1981 började han teckna serien Spirou. Tillsammans med kollegan och manusförfattaren Tome skapade han 1988 spin-off-serien Den unge Spirou.